# 2014년 동계 올림픽 도미니카 연방 선수단
도미니카 연방은 2014년 2월 7일부터 23일까지 러시아 소치에서 열린 제22회 동계 올림픽에 두 명의 선수로 구성된 선수단을 파견했다.